# Anna Basarab
Anna Basarab eller Anna av Valakiet, död efter 1396, var kejsarinna av Bulgarien 1356–1396, som gift med tsar Ivan Sratsimir.
Anna var dotter till vojvoden Nikolaus Alexander av Valakiet och hans ungerska hustru Clara Dobokai. Hon gifte sig 1356 med sin kusin Ivan Sratsimir. Äktenskapet arrangerades för att försona de två familjerna sedan hennes svärfar hade skilt sig från hennes faster för att gifta sig med sin andra hustru, Sara-Theodora, som blev Annas nya svärmor. 
Paret bosatte sig i Vidin, och fick tre barn. Anna är känd för att ha  beställt den s.k kallad Vidin samling från 1359-1360. Hon var katolik till födseln och det är inte känt om hon konverterade till ortodoxin i Bulgarien, men samlingen som beställts av henne, som endast innehåller liv för ortodoxa helgon, antyder att hon troligen konverterade till den ortodoxa tron.
Mellan 1365 och 1369 ockuperades Vidin av Ungern, som höll den bulgariska kejsarfamiljen i fångenskap i Humnik och tvingade dem att konvertera till katolicismen. Kungafamiljen släpptes senare, men Annas döttrar blev kvar i Ungern. Anna tycks under fångenskapen ha konverterat tillbaka till katolicismen: ett brev till påven 1370 uppger att Anna var katolik. 
År 1396, efter korsfararnas nederlag i slaget vid Nikopol, intog Bayezid I Vidin och Bulgarien erövrades av osmanerna. Ivan Sratsimir tillfångatogs och skickades till staden Bursa i Mindre Asien. Anna tycks inte ha blivit tillfångatagen utan istället ha återvänt till sitt hemland Valakiet. 